# ميخائيل فورني
ميخائيل فورني (بالإنجليزية: Michael Forney)‏ هو لاعب هوكي الجليد أمريكي، ولد في 14 مايو 1988 في ثيف ريفر فولز في الولايات المتحدة.

## وصلات خارجية
- ميخائيل فورني على موقع دوري الهوكي الوطني (الإنجليزية)
- ميخائيل فورني على موقع EliteProspects.com (الإنجليزية)
- ميخائيل فورني على موقع HockeyDB.com (الإنجليزية)